# Andrew Lincoln
Andrew Lincoln (nascut Andrew James Clutterbuck a Londres, 14 de setembre de 1973) és un actor anglès de teatre, televisió, cinema i doblatge, més conegut per interpretar Rick Grimes a la sèrie estatunidenca The Walking Dead.

## Biografia
Andrew Clutterbuck va néixer a Londres. El seu pare és enginyer civil anglès i la seva mare, infermera sud-africana. La seva família es va mudar a Kingston upon Hull quan ell tenia 18 mesos i a Bath amb 8 o 9 anys. Va anar a l'escola de Beechen Cliff, on va aconseguir el seu primer paper d'actor interpretant a Jack Dawkins (Dodger) en una versió de l'obra Oliver!  Va passar un estiu en el National Youth Theatre londinenc i va començar a interessar-se per dedicar-se a treballar com a actor. Després d'acabar el col·legi, va continuar els seus estudis en la Reial Acadèmia d'Art Dramàtic i va començar a fer servir "Andrew Lincoln" com a nom artístic.

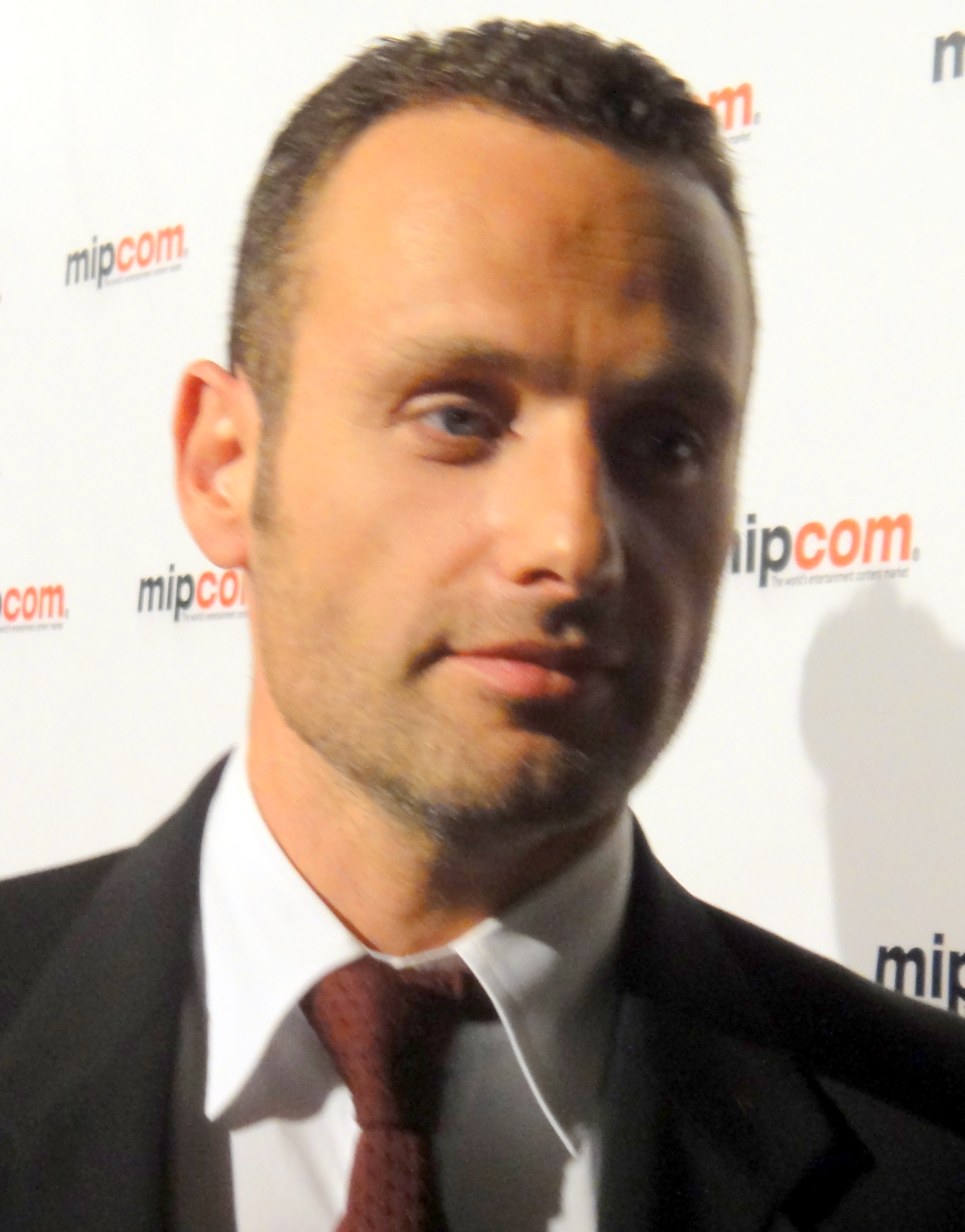
Lincoln el 2010

Lincoln és ben conegut en el Regne Unit, (o almenys la seva veu), ja que va treballar com a narrador per a documentals i en anuncis de ràdio i televisió.
Però va aconseguir la fama com a actor en la popular sèrie britànica This Life, en el paper d'Edgar "Egg" Cook, abans d'aconseguir destacar en la comèdia dramàtica Teachers (en la qual va dirigir dos episodis de la tercera temporada). Per al seu paper com Simon Casey, va anar a una escola durant un parell de setmanes per investigar juntament amb el seu germà, Richard, que és professor en la vida real. També va tenir el paper del professor d'universitat i psicòleg Robert Bridge en Afterlife al costat de Lesley Sharp. També va tenir papers en pel·lícules, incloent aparicions en Human Traffic el 1999 i Love Actually el 2003.
El 2009 va aparèixer en la producció de Parlour Song. Torna a Anglaterra després de filmar la sèrie de televisió Strike Back del canal Sky 1 al sud d'Àfrica. També va protagonitzar al costat de Vanessa Paradis la pel·lícula francesa L'arnacoeur.

### The Walking Dead
L'abril de 2010 Lincoln va ser triat en un càsting per interpretar Rick Grimes, el protagonista de l'adaptació de la cadena AMC de la sèrie de còmics The Walking Dead. Grimes és un policia depenent del xèrif que desperta d'un coma de mesos de durada en una violenta apocalipsi d'uns morts vivents causat per un patogen desconegut. Es converteix en el líder d'un grup de famílies i amics que es troben forçats a una contínua lluita contra caminants devoradors de carn humana i també contra persones malvades. El drama té les qualificacions més altes en el rànquing Nielsen en tota la història de la televisió per cable, incloent la major quota de pantalla de la franja d'edat 18-49 anys durant totes les seves temporades. El 2010 l'actor va signar el seu contracte amb la sèrie per a sis anys, i ho ha tornat a negociar per a dues temporades més.

## Vida personal
El 10 de juny de 2006 es va casar amb Gael Anderson, filla de Ian Anderson, lider, flautista i vocalista del grup Jethro Tull. Tenen dos fills, Matilda i Arthur. Apple Martin (filla de Gwyneth Paltrow i Chris Martin) va portar les flors en les seves noces.
El germà gran de Lincoln, Richard Clutterbuck, va ser director del Bristol Free School i és actualment director del Kings Oak Academy de Kingswood.

## Filmografia

### Cinema
| Any  | Títol                        | Paper                  | Notes                |
| ---- | ---------------------------- | ---------------------- | -------------------- |
| 1995 | Boston Kickout               | Ted                    | Personatge principal |
| 1999 | A Man's Best Friend          | home                   | Curtmetratge         |
| 1999 | Human Traffic                | Felix                  | Personatge secundari |
| 2000 | Gangster No. 1               | Maxie King             | Personatge secundari |
| 2000 | Offending Angels             | Sam                    | Personatge principal |
| 2003 | Love Actually                | Mark                   | Personatge Secundari |
| 2004 | L'intrús                     | Productor de televisió |                      |
| 2006 | These Foolish Things         | Christopher Lovell     | Personatge secundari |
| 2006 | Comme t'i és belle!          | Paul                   | Personatge secundari |
| 2006 | Scenes of a Sexual Nature    | Jamie                  | Personatge secundari |
| 2010 | Pagament just                | Mr. Clarke             | Repartiment          |
| 2010 | Els seductors                | Jonathan               | Personatge secundari |
| 2011 | The Big Red Nose Desert Trek | Narrador               |                      |
| 2021 | La família Bloom             | Cameron Bloom          |                      |

### Televisió
| Any             | Títol                               | Paper                      | Notes                                                  |
| --------------- | ----------------------------------- | -------------------------- | ------------------------------------------------------ |
| 1994            | Drop the Dead Donkey                | Terry                      | Episodi "Births and Deaths" (Temporada 4, episodi 4)   |
| 1995            | N7                                  | Andy                       | Personatge secundari                                   |
| 1996            | Over Here                           | Caddy                      | Personatge secundari                                   |
| 1996            | Bramwell                            | Martin Fiddlesticks        | Episodi 2x03                                           |
| 1996-1997       | This Life                           | Edgar 'Egg' Cook           | Personatge principal                                   |
| 1997            | The Woman in White                  | Walter Hartright           | Personatge principal                                   |
| 1999            | Mersey Blues                        | Narrador                   | Minisèrie                                              |
| 2000            | Bomber                              | Capt. Willy Byrne          | Personatge principal                                   |
| 2000            | A Likeness in Stone                 | Richard Kirschman          | Personatge principal                                   |
| 2001-2003       | Teachers                            | Simon Casey                | Personatge recurrent                                   |
| 2003            | Trevor's World of Sport             | Mark Boden                 | Episodi 1.1                                            |
| 2003            | State of Mind                       | Lucian Latimer             | Personatge principal                                   |
| 2003            | Love Actually                       | Mark                       | Comèdia romàntica                                      |
| 2003            | The Canterbury Tales                | Alan King                  | EpisodioThe Man of Law's Tale (Temporada 1, episodi 6) |
| 2004            | Holby City                          | Boyfriend of Hep.C patient | Episodi "Letting Go" (Temporada 6, episodi 38)         |
| 2004            | Whose Baby?                         | Barry Flint                | Personatge principal                                   |
| 2004            | Lie with Me                         | DI Will Tomlinson          | Personatge principal                                   |
| 2005-2006       | Afterlife                           | Robert Bridge              | Protagonista                                           |
| 2007            | This Life                           | Edgar 'Egg' Cook           | Personatge principal                                   |
| 2009            | The Things I Haven't Told You       | DC Rau                     | Personatge secundari                                   |
| 2009            | Cims borrascosas                    | Edgar Linton               | Personatge principal                                   |
| 2009            | Moon Shot                           | Michael Collins            | Personatge principal                                   |
| 2010            | Strike Back                         | Hugh Collinson             | Coprotagonista (Temporada 1; 6 episodis)               |
| 2010–2018; 2022 | The Walking Dead                    | Rick Grimes                | 104 episodis                                           |
| 2017            | Red Nose Day Actually               | Mark                       | Especial                                               |
| 2018            | Fear the Walking Dead               | Rick Grimes                | 4x01                                                   |
| 2022            | Cabinet of Curiosities              | Edgar Bradley              | 1x08                                                   |
| 2024            | The Walking Dead: The Ones Who Live | Rick Grimes                | 6 episodis                                             |